# Kaduna
Kaduna è una città della Nigeria con 1 652 844 abitanti (stimati, 2007).
Kaduna è la capitale dello Stato di Kaduna nel centro-nord della Nigeria. La città, situata sul fiume Kaduna, è un centro per il commercio e la distribuzione di prodotti agricoli essendo un importante snodo ferroviario e stradale.

## Storia
La città fu fondata nel 1913 dai coloni britannici e divenne (1917) la capitale della Regione settentrionale fino al 1967. Kaduna purtuttavia rimane un importante centro politico della Nigeria, difatti ospita l'Accademia della Difesa Nigeriana (1964), il Politecnico di Kaduna (1968) e L'istituto nigeriano per la ricerca sulla malattia del sonno (1951).
Tra il 2000 e il 2001 Kaduna è stata centro di sanguinosi scontri tra musulmani e cristiani, come nel febbraio 2000 quando una rivolta causò almeno 1000 morti. Da quel momento la città è divisa: a Nord i musulmani a Sud i cristiani. Nella Pasqua 2012, sulla scia di altri attacchi condotti da esponenti dell'integralismo islamico, un attentato con esplosivo vicino a una chiesa ha provocato almeno 20 morti e decine di feriti.

## Economia
La città di Kaduna ha due aeroporti. L'autostrada principale è la Ahmadu Bello Way, molti posti a Kaduna prendono il nome da sultani, emiri ed eroi decorati della guerra civile. Kaduna è anche un centro industriale con le sue produzioni di prodotti tessili, alluminio, petrolchimica, macchinari e acciaio.
Ha un grande ippodromo, l'Ahmadu Yakubu Polo Club e il Kaduna Crocodile Club. La squadra di rugby è in periferia.
Il simbolo di Kaduna è il coccodrillo.
Popolano la città anche italiani, britannici e libanesi.